# گورستان عابدین لنگ
گورستان عابدین لنگ مربوط به دوران‌های تاریخی پس از اسلام است و در شهرستان مینودشت، بخش گالیکش، روستای کندسکوه واقع شده و این اثر در تاریخ ۲۷ مرداد ۱۳۸۲ با شمارهٔ ثبت ۹۷۲۳ به‌عنوان یکی از آثار ملی ایران به ثبت رسیده است.